# James Porter (Politiker, 1787)
James Porter (* 18. April 1787 in Williamstown, Massachusetts; † 7. Februar 1839 in Albany, New York) war ein US-amerikanischer Jurist und Politiker. Zwischen 1817 und 1819 vertrat er den Bundesstaat New York im US-Repräsentantenhaus.

## Werdegang
James Porter wurde ungefähr vier Jahre nach dem Ende des Unabhängigkeitskrieges in Williamstown geboren. Er graduierte 1810 am Williams College in Williamstown. Danach studierte er Jura. Nach dem Erhalt seiner Zulassung als Anwalt begann er in Skaneateles zu praktizieren. Er saß in den Jahren 1814 und 1815 in der New York State Assembly.
Als Gegner einer zu starken Zentralregierung schloss er sich in jener Zeit der von Thomas Jefferson gegründeten Demokratisch-Republikanischen Partei an. Bei den Kongresswahlen des Jahres 1816 für den 15. Kongress wurde er im 19. Wahlbezirk von New York in das US-Repräsentantenhaus in Washington, D.C. gewählt, wo er am 4. März 1817 die Nachfolge von Victory Birdseye antrat. Da er auf eine erneute Kandidatur im Jahr 1818 verzichtete, schied er nach dem 3. März 1819 aus dem Kongress aus.
Nach seiner Kongresszeit ging er wieder seiner Tätigkeit als Anwalt nach. Zwischen 1822 und 1824 war er Vormundschafts- und Nachlassrichter (surrogate) im Onondaga County. Dann zog er nach Albany, wo er bis zu seinem Tod am 7. Februar 1839 als Register am New York Court of Chancery tätig war. Sein Leichnam wurde auf dem Green-Wood Cemetery in der damals noch eigenständigen Stadt Brooklyn beigesetzt.